# 제이컵 퍼킨스

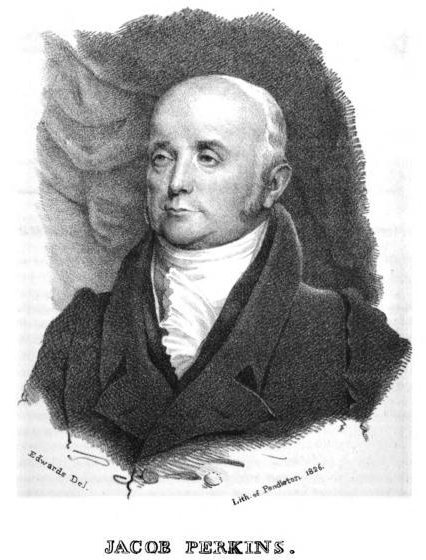
제이컵 퍼킨스

제이컵 퍼킨스(Jacob perkins, 1766~1849)는 미국의 발명가이자 물리학자다. 냉장고와 못 제조기를 발명하였다.